# Smok (James Bond)
Uzasadnienie: dyskusja, ewentualnie zintegrować z powieścią

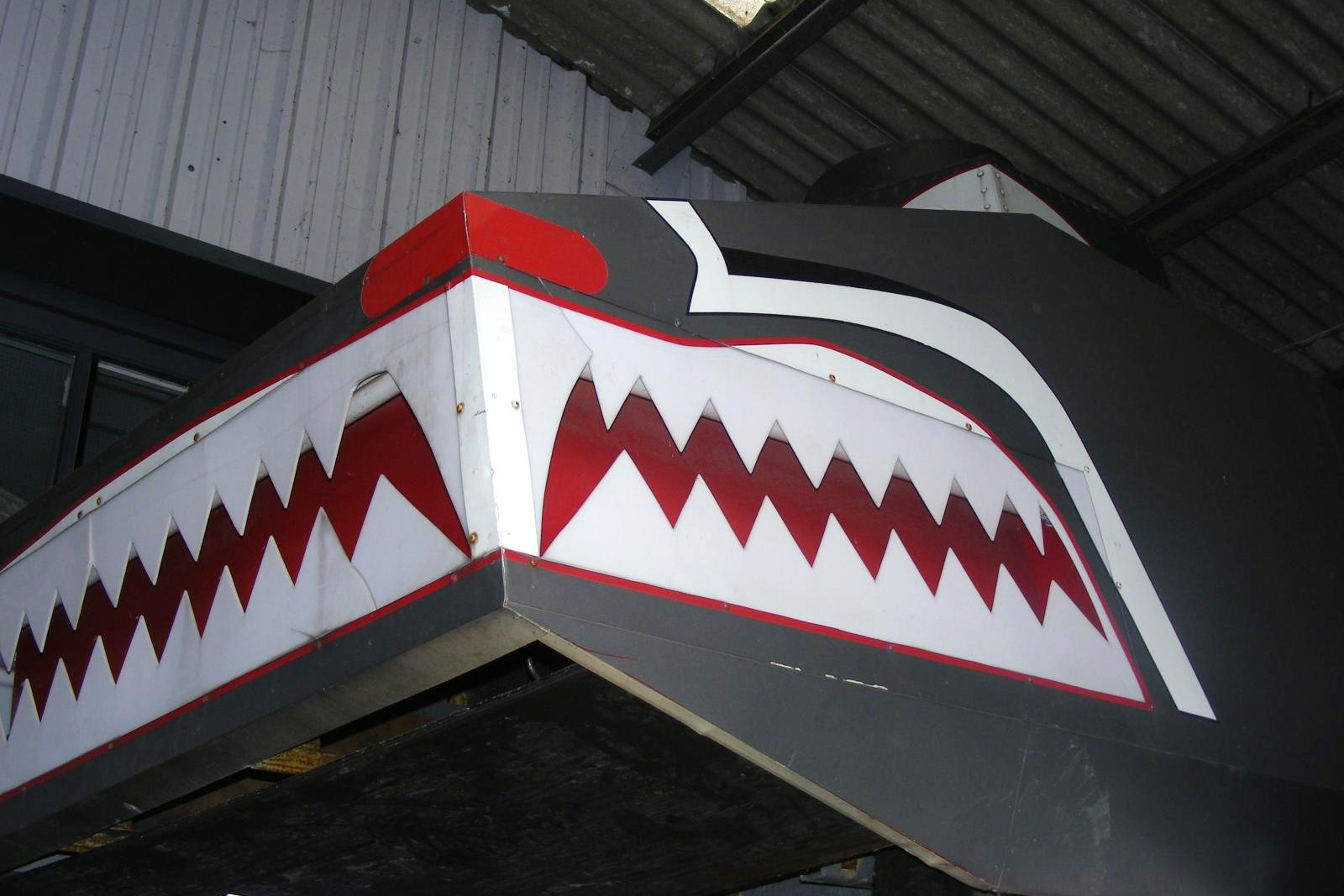
Smok (Dragon Tank)

Smok (ang. Dragon) lub Czołg smok (ang. Dragon Tank) – fikcyjny pojazd opancerzony z charakterystycznym malowaniem przypominającym smoka, z powieści Doktor No o przygodach brytyjskiego agenta Jamesa Bonda autorstwa Iana Fleminga oraz z filmowej adaptacji powieści pod tym samym tytułem w reżyserii Terence’a Younga.

## Powieść
W powieści Fleminga z 1958 roku „smok” był czarno-złotym traktorem opancerzonym, początkowo używanym przez doktora Juliusa No do zniszczenia ptasiego sanktuarium Towarzystwa Audubona na fikcyjnej wyspie Crab Key. Napędzany był silnikiem Diesla a jego najbardziej charakterystyczną cechą była długa metalowa głowa smoka, umieszczona z przodu chłodnicy. Jego para żółtych reflektorów została wyposażona w czarne środki, aby stworzyć „oczy”, a długi pysk z rozwartymi szczękami wyglądał jak smocza paszcza. Wewnątrz pyska znajdowało się jego główne uzbrojenie – potężny miotacz ognia. Pod wysokimi błotnikami, które zostały wydłużone w krótkie, skośne do tyłu skrzydła, znajdowały się ogromne opony z litej gumy do manewrowania na bagnach. Bond zidentyfikował je jako prawdopodobnie opony lotnicze, prawie dwa razy wyższe niż on sam. Z tyłu pojazdu znajdowało się małe tylne koło zapewniające stabilność, natomiast na szczycie znajdowała się opancerzona, kopulasta kabina dla dwóch operatorów, z małym kwadratowym włazem wyjściowym z tyłu.

## Film
Badając zniknięcie brytyjskiego agenta Secret Intelligence Service Johna Strangwaysa (Timothy Moxon) i jego sekretarki, James Bond (Sean Connery) odkrywa powiązanie między zaginionym agentem a radioaktywnymi skałami zabranymi z Crab Key – prywatnej wyspy należącej do Chińczyka doktora Juliusa No (Joseph Wiseman). Bond prosi lokalnego rybaka Quarrela (John Kitzmiller) o przetransportowanie go na wyspę, na co ten niechętnie się zgadza, jednocześnie informując Bonda, że na wyspie jest smok. Po dotarciu na Crab Key Bond i Quarrel spotykają poławiaczkę muszli Honey Ryder (Ursula Andress) która po ostrzelaniu całej trójki przez straż przybrzeżną doktora No, prowadzi ich do kryjówki w górę strumienia. Kiedy Quarrel dostrzega ślady smoka, Bond nalega, by podążyli za nimi. Po zapadnięcia zmroku trafiają na jałowe bagno, gdzie dostrzega ich „smok” – opancerzony pojazd pomalowany w zęby, z dwoma reflektorami i uzbrojony w miotacz ognia umieszczony z przodu pojazdu. Gdy zbliża się do nich, Bond i Quarrel próbują z pistoletu i rewolweru zestrzelić jego opony i światła, co im się nie udaje, a Quarrel zostaje spalony żywcem. Bond i Honey Ryder zostają zatrzymani przez dwuosobową załogę pojazdu i zabrani do siedziby doktora No.

## Historia
Brytyjski pisarz Ian Fleming, oparł Smoka na bagiennym jeepie z bardzo dużymi kołami, którego widział w marcu 1956 roku na wyspie Inagua na Bahamach, gdzie liczył flamingi dla Towarzystwa Audubon. Podczas preprodukcji filmu Doktor No scenograf Ken Adam wspomniał, jak ekipa filmowa pojechała na Florydę, aby przyjrzeć się bagiennym buggy jako podstawę projektu pojazdu. Projektantem Smoka był niewymieniony w czołówce filmu dyrektor artystyczny Syd Cain. W latach 90. XX wieku archiwiści próbowali zlokalizować oryginalnego Smoka ale okazało się, że wytwórnia filmowa EON Productions sprzedała pojazd, wymagając od kupującego demontaż i zniszczenie wszystkich „smoczych” elementów. 